# علي العماري
علي العماري (23 سبتمبر 1985 كابل أفغانستان - ) هو لاعب كرة قدم أفغاني يلعب كمهاجم.

## روابط خارجية
- علي العماري على موقع ناشيونال فوتبول تيمز (الإنجليزية)
- علي العماري على موقع عالم كرة القدم.نت (الإنجليزية)